# Wohn- und Wirtschaftsgebäude Weidenweg 11

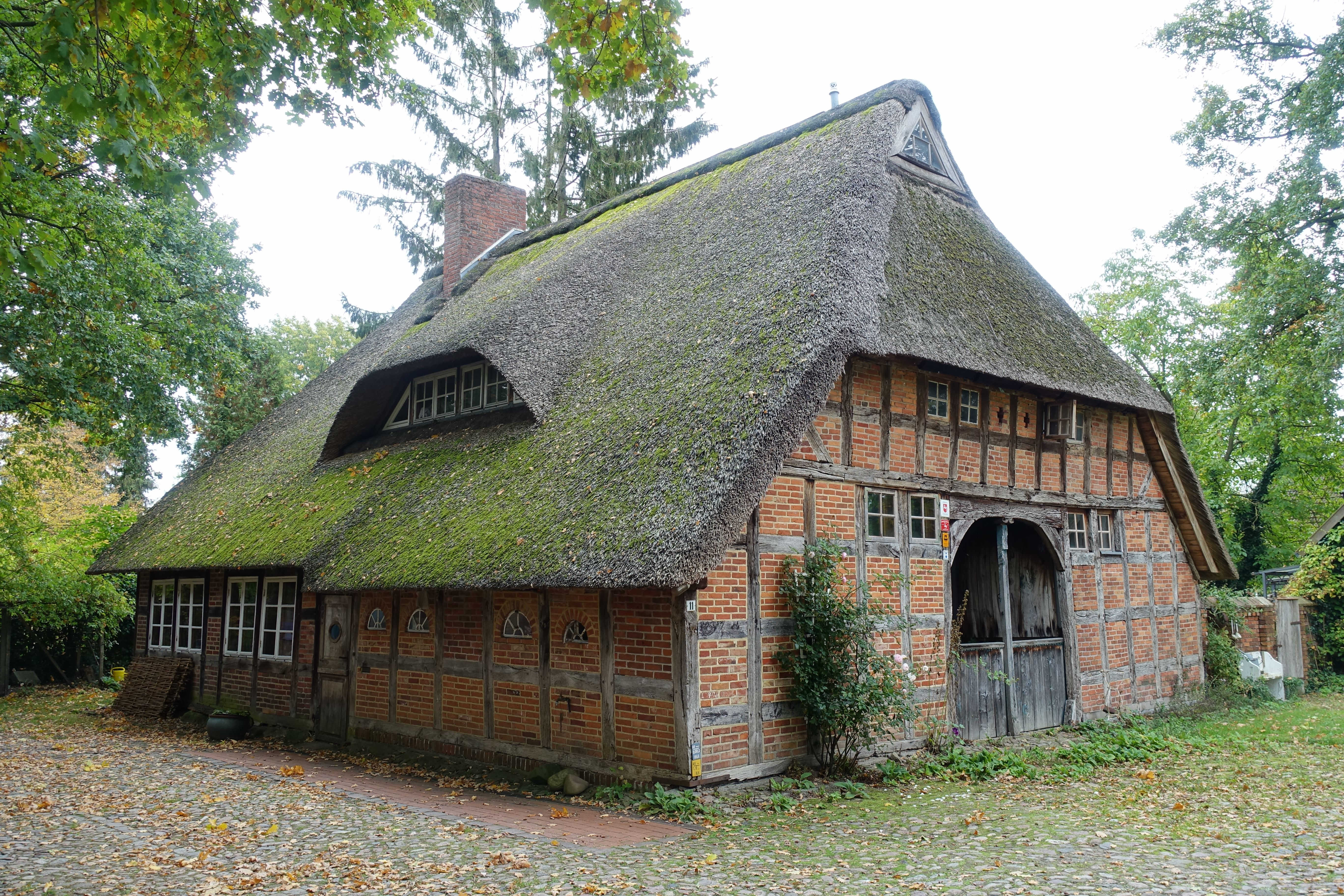
Nordwest- und Südwestfassade (2022)

Das Wohn- und Wirtschaftsgebäude Weidenweg 11 (Häuslingshaus) in der niedersächsischen Gemeinde Gyhum, Ortsteil Hesedorf, wurde in der ersten Hälfte des 19. Jahrhunderts gebaut. Aktuell (2025) wird das Gebäude zum Wohnen und gewerblich (von Hammerstein KG) genutzt.
Das Gebäude steht unter Denkmalschutz (siehe auch Liste der Baudenkmale in Gyhum).

## Geschichte und Beschreibung
Hesedorf wurde 1384 erstmals urkundlich erwähnt und gehörte zur Börde Gyhum in der heutigen Samtgemeinde Zeven im Landkreis Rotenburg (Wümme).
Das eingeschossige giebelständige Zweiständer-Hallenhaus in Fachwerk mit Steinausfachungen, reetgedecktem Krüppelwalmdach mit Fledermausgauben, Uhlenloch und Grooter Door mit Korbbogen, aber ohne Stalltüren, wurde um 1845 als Häuslingshaus des Hofes Holsten gebaut. Es erhielt den typischem Versprung in der Trauflinie zwischen dem breiteren Wirtschafts- und dem Wohnteil. Das alte Kopfsteinpflaster blieb erhalten.
Zwei weitere Nebengebäude in Fachwerk sind erhalten.
Das Landesdenkmalamt befand u. a.: „… ein regionstypisches Hallenhaus des 19. Jahrhunderts in Zweiständerkonstruktion ….“